# 沙克尔顿陨石坑
沙克尔顿陨石坑（Shackleton）是位于月球南极的一座撞击坑，其地质龄大约有36亿年，在南极至少已存在了20亿年。其名称取自盎格鲁爱尔兰人南极探险家欧内斯特·亨利·沙克尔顿爵士(1901年-1922年)，1994年国际天文学联合会批准接受。

## 描述

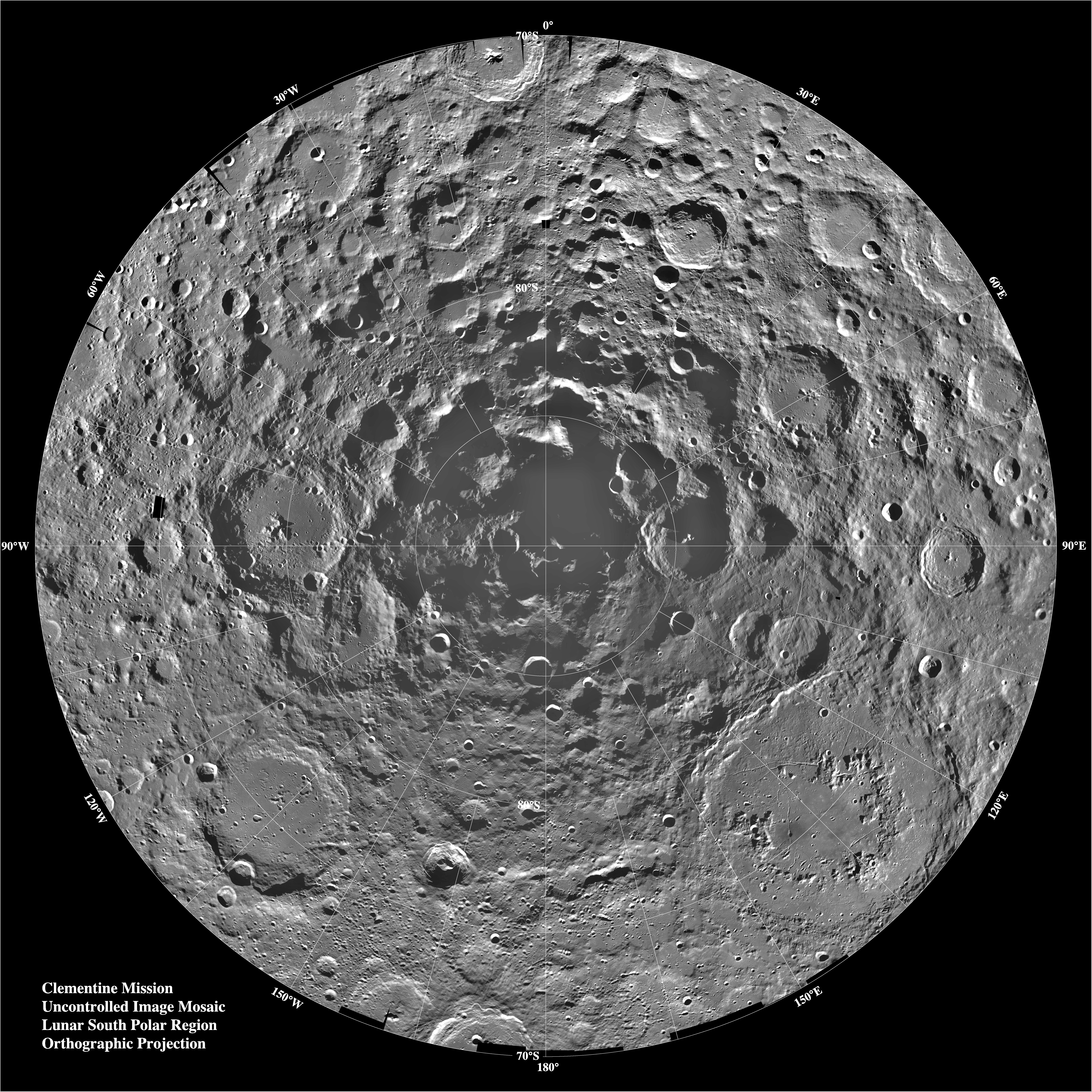
1994年克莱门汀号拍摄的月球南极图

该陨坑位于南极-艾特肯盆地内，环周边分布的醒目撞击坑有舒梅克环形山、霍沃思环形山、德·杰拉许陨石坑、斯维德鲁普陨石坑、斯莱特陨石坑、福斯蒂尼陨石坑；以及距它稍远，位于月球正面东半部以二位早期南极探险家所命名的更大的陨石坑-阿蒙森环形山和斯科特环形山。沙克尔顿陨石坑中心月面坐标为89°40′S 129°47′E / 89.67°S 129.78°E，直径20.92公里，深度约4.2公里。月球的自转轴点就位于沙克尔顿陨石坑内距中心点仅几公里处。
从地球只能看到位于粗糙、崎岖高地上的沙克尔顿陨石坑边缘，其坑壁略微突起于月表，外侧坡稍有撞击侵蚀，但没有明显交织的坑壁，从地球上以50–90°的视角看，陨坑外壁坡度约为1.5°。
由于月球的轨道与黄道只倾斜5°，因而，该陨坑内部处于永久黑暗中，但环坑口的壁峰却几乎持续处于阳光的照射中，暴露在太阳下的时间约占总个月球轨道周期的80-90%。持续照亮的山脉又被称为永昼峰，该称谓自二十世纪以来就已存在。
日本月亮女神号探测器曾利用坑壁反光，对坑内阴影区进行过成像。该陨坑内部由一圈均匀的，坡度为30°的内侧壁和直径6.6公里的坑底所组成，分布有少量直径不超过数百米的小陨坑。坑底覆盖了一层厚约300-400米凹凸起伏的丘状结构，中央峰高度约为200米。
永久的黑暗使南极地区陨坑的坑底温度持久恒定在100K以下。就沙克尔顿陨石坑而言，其测得的平均温度约为90K，而坑底则低达88K。在此条件下，估计任何水冰的损耗率将只有10−26-10−27米/秒。所有伴随撞击的彗星一道抵达此处的水分子都将被冻结在坑底表层或之下。月球探勘者探测器测量的数据显示，该陨坑内氢的含量远高于月表一般水平，这表明可能存在着水冰，然而，该陨坑坑底的反照率显示与月球背面一致，这表明坑底并没有暴露的表面冰 。

## 探索

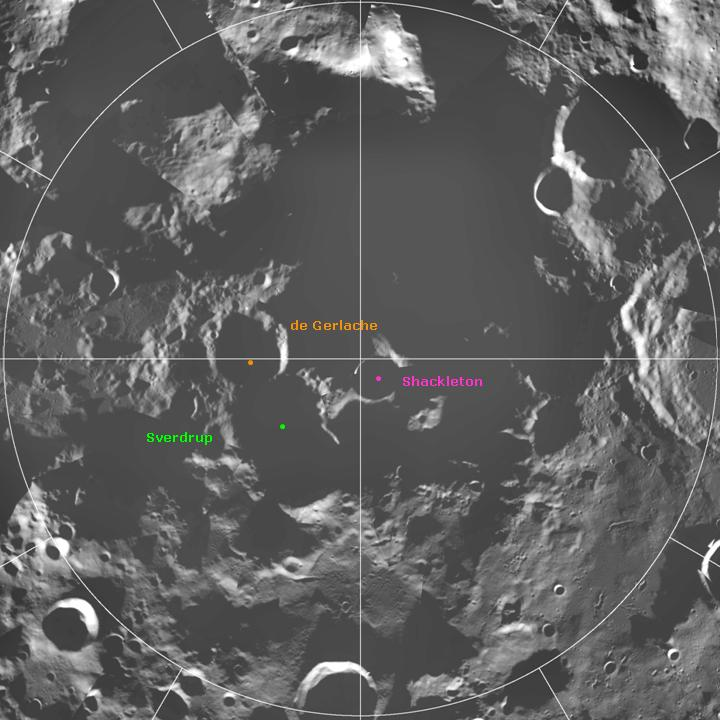
克莱门汀号拍摄的沙克尔顿陨石坑

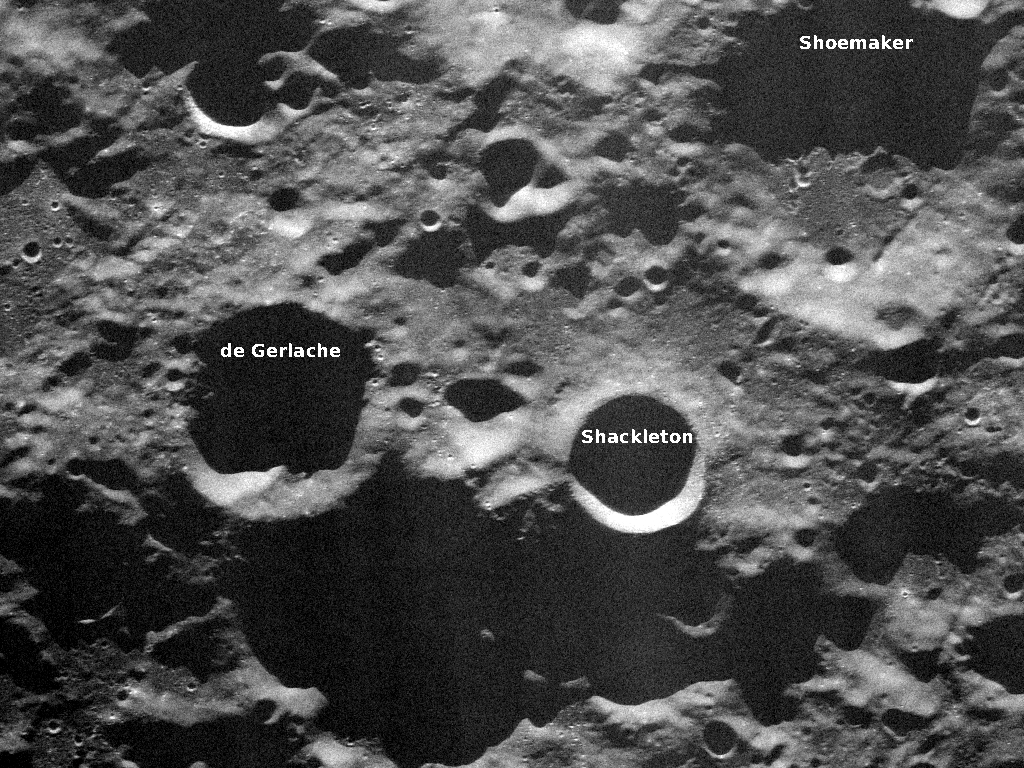
地球雷达成像的沙克尔顿陨石坑图

从地球上看，该陨坑地处月球南侧边沿，观测较为困难。直到轨道航天器出现以前，还未曾测绘过月球极区及背面详细的地图。沙克尔顿陨石坑完全坐落在一座浩瀚的，太阳系内已知最大的撞击坑之一-南极-艾特肯盆地内。该盆地深达12公里以上，对它的探测将可能会提供有关月球内部的有用信息。
月球探勘者探测器上的中子光谱仪在月球南北二极附近，包括沙克尔顿陨石坑中检测到了高浓度的氢。在1999年7月该任务结束时，探测器撞击在舒梅克环形山附近，希望通过地球上的望远镜检测到撞击所散发出尘埃中的水分子。但在此次撞击中并未有检测到任何水分子，这可能表明，氢并非以水合物的形式存在，或撞击地点并没有冰；抑或，可能撞击深度不够，没有凿破表岩屑层释放出一定量的水分子。
从地球上的雷达及卫星所拍摄的该陨坑边缘的图像看，其外观相对完整，极像一座尚未受到后续撞击侵蚀的年轻陨石坑。这可能意味着它的内侧壁较为陡峭，这将对登月的无人探测器行访带来不便。此外，有可能该陨坑自形成来，坑底还没有聚集到足够量的挥发物。但它周边的陨石坑地质龄都已相当长，可能含有明显的以水冰形式存在的氢沉积物(请参阅舒梅克环形山)。
月球探勘者任务之前和之后的雷达研究显示，沙克尔顿陨石坑内壁的反射特征与一些暴露在阳光下的陨石坑相类似，尤其是它的周边，似乎分布了大量的溅射覆盖物，这表明它的雷达反射特征是粗糙表面的结果，而非冰层。这与先前克莱门汀号飞船雷达数据所反映的情况相一致。但这一解释在科学界尚未取得一致的认同。13厘米波长的雷达图显示，该陨坑中缺乏水冰层存在的证据 。
2007年日本月球轨道飞行器-辉夜姬号首次对该陨坑的内部进行了光学成像，但即便将图像分辨率调整至10米/像素，也没得到任何显示有明显水冰存在的证据。
2008年11月15日，印度月球初航1号飞船发射了一颗34公斤重的"月球撞击探测器"(MIP)，25分钟后，该探测器硬着陆在沙克尔顿陨石坑附近的月表。探测器携带了一具雷达高度计、一套视频成像系统以及一架用于寻找水冰的质谱仪。

## 潜力

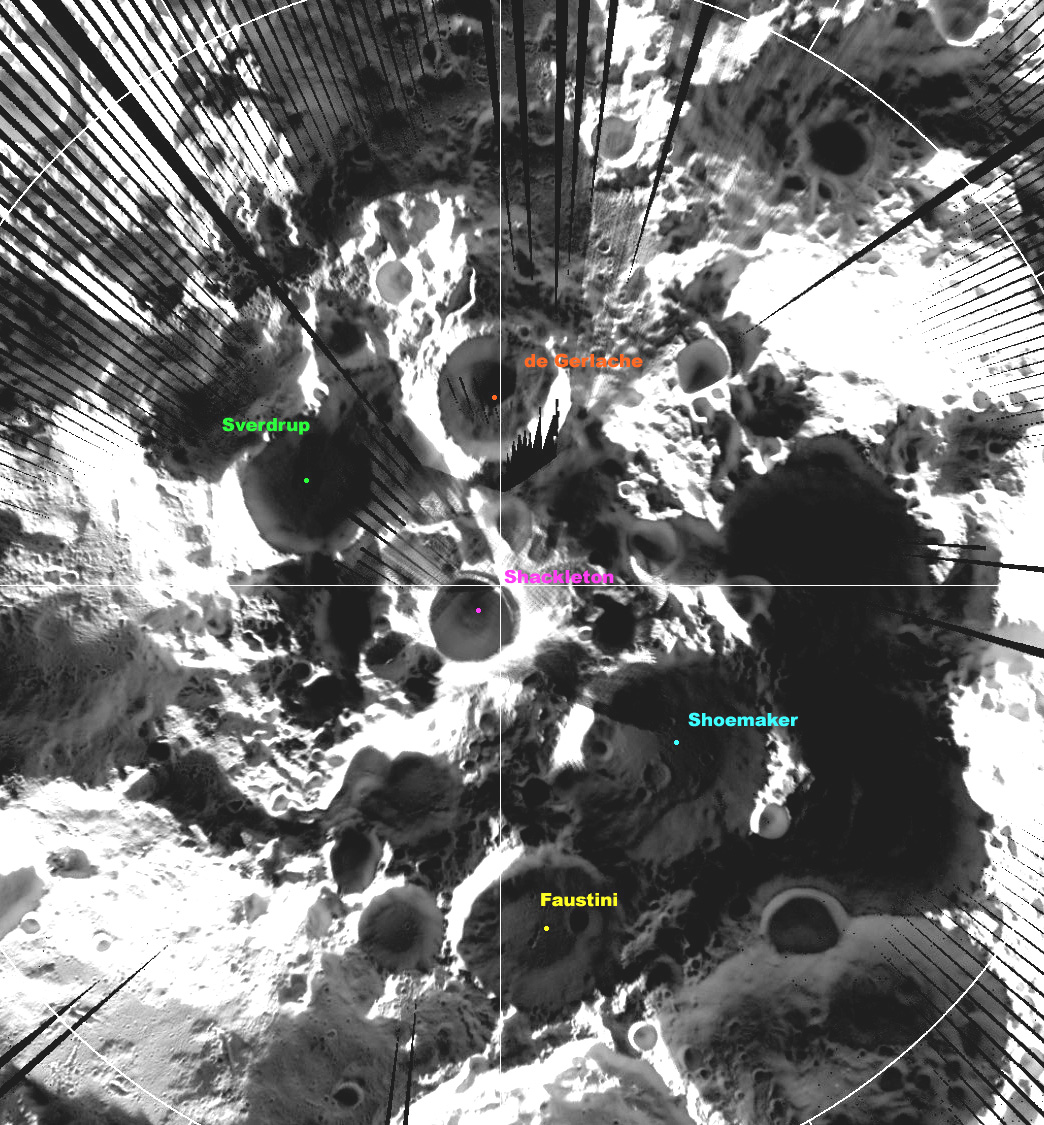
月球勘测轨道飞行器拍摄的沙克尔顿陨石坑

沙克尔顿陨石坑的部分坑壁几乎恒定地处于阳光照耀下，在这些地区利用太阳能电池板几乎可得到源源不断的电能，使之成为未来登月的绝佳地点.。这些地区的气温也较低纬度的赤道区更有利，可避免承受从白天摄氏100°到夜晚−150°的极端温度。
另一方面，克莱门汀号和月球探勘者飞船所进行的科学探测表明，极地陨石坑中可能存在水，但目前的证据还远非最终定论。有科学家怀疑是否有水或氢是否以冰的形式存在，以及这种"矿藏"的含量和在月表下的深度。解决这些问题将需要开展进一步的登月计划。不过水的存在暗示，在坑底可"采掘"到以水冰形式存在的氢-一种从地球直接带去将十分昂贵的资源。
该陨坑也被建议可作为未来设置大型红外望远镜的一处地址，该陨坑坑底的低温环境对红外观测非常理想，而安置在坑壁上的太阳能电池又可为观察站提供连续不断的电力。距该陨坑约120公里处，矗立着5公里高的马拉柏特山，一座在地球上永久清晰可见的高峰，如安装适当的设备，则可充当与地球通信联络的无线电中继站。
美国宇航局已将沙克尔顿陨石坑列为了未来的月球基地之一，已预定于2020年始，连续建设至2024年。该地点可确保基地自我持续运转。因为，南极永久的阳光可为太阳能板充电，而黑暗的极区据信蕴藏了可用于制作燃料及人类生活所必需的水冰。

## 参看
- 月球殖民
- 月球水（英语：Lunar water）